# Morbillivirus de cetáceo
Morbillivirus de cetáceo  (CeMV del inglés Cetacean morbillivirus)  es un virus de la familia paramyxoviridae que infecta mamíferos marinos del orden Cetacea, provocando enfermedad contagiosa en delfines, marsopas y ballenas. No afecta a la especie humana. Se han identificado tres subtipos: morbillivirus de delfín (DMV), morbillivirus de ballena piloto (PWMV) y morbillivirus de marsopa (PMV).
La infección causa enfermedad grave en estos animales que provoca neumonía, encefalitis y daño en el sistema inmune, lo que afecta a los cetáceos, provocándoles disminución de la capacidad para nadar y permanecer a flote sin ayuda. Desde el descubrimiento del virus en 1987, se ha comprobado que causa frecuentes epidemias que provocan mortalidad en masa de las poblaciones de cetáceos. Las epidemias puedes ser identificadas con facilidad por incrementar el número de cetáceos varados en las playas.

## Historia
En 1988 se detectó un gran número de marsopas muertas en la costa de Irlanda, comprobándose que la causa de la muerte fue un morbillivirus, entre junio de 1987 y mayo de 1988 aparecieron gran cantidad de delfines mulares (Tursiops truncatus), muertos en la costa atlántica de Estados Unidos, detectándose la presencia del mismo virus, en 1990 se reprodujeron los hechos en las costas del Mediterráneo, afectando en esta ocasión a delfines listados (Stenella coeruleoalba). Desde entonces se han detectado nuevas epidemias que han provocado la muerte de ballenas piloto (Globicephala) y otras especies de mamíferos marinos. El agente causal ha sido denominado morbillivirus de los cetáceos.

## Especies afectadas
Se ha descrito en las siguientes especies de cetáceos:
- Delfín mular (Tursiops truncatus)

- Delfín común (Delphinus delphis)

- Delfín listado (Stenella coeruleoalba)

- Delfín oscuro (Lagenorhynchus obscurus)

- Delfín del mar Negro (Delphinus delphis ponticus)

- Ballena piloto (Globicephala melas)

- Ballena calderón (Globicephala macrorhynchus)

- Ballena de aleta (Balaenoptera physalus)

- Marsopas de harbor (Phocoena phocoena)